# カタリナ・デ・ランカステル
カタリナ・デ・ランカステル（Catalina de Lancáster, 1373年3月31日 - 1418年6月2日）は、カスティーリャ王エンリケ3世の王妃。
英語名キャサリン・プランタジネット（Catharine Plantagenet）またはキャサリン・オブ・ランカスター（Katherine of Lancaster）。

## 生涯
イングランドのランカスター公ジョン・オブ・ゴーントと、2度目の妻コンスタンス・オブ・カスティル（スペイン名：コンスタンサ・デ・カスティーリャ）の長女として、ハートフォードで生まれた。母はカスティーリャ王ペドロ1世の次女であり、父が庶兄エンリケ2世に謀殺された後、「カスティーリャ女王コンスタンサ」を名乗り、自身の王位継承権を主張していた。
その後1388年に、フアン1世とイングランドが結んだバイヨンヌ条約により、コンスタンスとジョンはカスティーリャ王位請求権を放棄し、代わりに賠償金と領地を受け取った。そして、正当な王位継承者であるカタリナを、庶出の（簒奪者の）トラスタマラ家に嫁がせることで、両者の争いを終結させた。また、同時期に父ジョンは隣国ポルトガルと同盟関係を締結させ、カタリナの異母姉フィリッパをジョアン1世に嫁がせた。
1393年に、マドリードでアストゥリアス公エンリケと結婚し、3子をもうけた。
- マリア（1401年 - 1458年）　従兄にあたるアラゴン王アルフォンソ5世と結婚
- カタリナ（1403年 - 1439年）　アルフォンソ5世の弟で従兄にあたるビリェーナ伯エンリケと結婚
- フアン（1405年 - 1454年）　のちのフアン2世

カタリナは夫の死後、幼いフアン2世の摂政をエンリケ3世の弟フェルナンド・デ・アンテケラ（後のアラゴン王フェルナンド1世）とともに務めた。1418年、カタリナはバリャドリッドで死去した。

## 系譜
| カタリナ | 父: ジョン・オブ・ゴーント | 祖父: エドワード3世 (イングランド王) | 曽祖父: エドワード2世 (イングランド王)      |
| カタリナ | 父: ジョン・オブ・ゴーント | 祖父: エドワード3世 (イングランド王) | 曽祖母: イザベラ（フランス王女）            |
| カタリナ | 父: ジョン・オブ・ゴーント | 祖母: フィリッパ・オブ・エノー       | 曽祖父: ギヨーム1世 (エノー伯)              |
| カタリナ | 父: ジョン・オブ・ゴーント | 祖母: フィリッパ・オブ・エノー       | 曽祖母: ジャンヌ                            |
| カタリナ | 母: コンスタンサ           | 祖父: ペドロ1世                      | 曽祖父: アルフォンソ11世 (カスティーリャ王) |
| カタリナ | 母: コンスタンサ           | 祖父: ペドロ1世                      | 曽祖母: マリア（ポルトガル王女）            |
| カタリナ | 母: コンスタンサ           | 祖母: マリア・デ・パディーリャ       | 曽祖父: フアン・ガルシア・デ・パディーリャ  |
| カタリナ | 母: コンスタンサ           | 祖母: マリア・デ・パディーリャ       | 曽祖母: マリア・デ・イネストロサ            |